# Gustaf Adolf Lewenhaupt
Gustaf Adolf Lewenhaupt, švedski feldmaršal, * 24. december 1619, † 29. november 1656.